# 小花盾叶薯蓣
小花盾叶薯蓣（学名：Dioscorea parviflora）是薯蓣科薯蓣属的植物。其种加词“parviflora”意为“小花的”。中国特有植物。分布在中国大陆的云南等地，生长于海拔400米至2,000米的地区，一般生于山坡石灰岩干热河谷地区的稀疏灌丛或竹林中，目前尚未由人工引种栽培。
现接受名为小花盾叶薯蓣（Dioscorea sinoparviflora C.T.Ting, M.G.Gilbert & Turland, 2000）。

## 别名
苦良姜（云南永胜）